# 하남선
하남선(河南線)은 서울특별시 강동구의 상일동역과 경기도 하남시 하남검단산역을 잇는 광역철도 노선이다. 수도권 전철 5호선이 운행하며, 상일동역에서 서울 지하철 5호선 본선과 직결한다. 통행방향은 우측통행이다.

## 연혁
- 2014년 9월 29일: 상일동~하남풍산 구간 착공
- 2015년 7월 31일: 하남풍산~하남검단산 구간 착공
- 2019년 5월 29일: 하남시 구간 역명 확정[1]
- 2019년 12월 26일: 서울시 구간 역명 확정[2]
- 2020년 8월 8일: 상일동~하남풍산 구간 개통
- 2021년 3월 27일: 강일역, 하남풍산~하남검단산 구간 개통

## 역 목록
| 553 | 상일동              | Sangil-dong                        | 上一洞              |  | -   | −0.2 | 서울특별시 | 강동구 |
| 554 | 강일                | Gangil                             | 江一                |  | 0.7 | 0.5  | 서울특별시 | 강동구 |
| 555 | 미사                | Misa                               | 渼沙                |  | 1.7 | 2.2  | 경기도     | 하남시 |
| 556 | 하남풍산            | Hanam Pungsan                      | 河南豊山            |  | 2.0 | 4.2  | 경기도     | 하남시 |
| 557 | 하남시청(덕풍·신장) | Hanam City Hall (Deokpung·Sinjang) | 河南市廳(德豊·新長) |  | 1.4 | 5.6  | 경기도     | 하남시 |
| 558 | 하남검단산          | Hanam Geomdansan                   | 河南黔丹山          |  | 1.6 | 7.2  | 경기도     | 하남시 |